# سحابی مورچه
سحابی مورچه(به انگلیسی: Menzel ۳, Ant Nebula)نام یک سحابی سیاره‌ای دو قطبی که در صورت فلکی گونیا قرار دارد طول کلی این سحابی ۶/۱ سال نوری وفاصله آن بین ۳۰۰۰ تا ۶۰۰۰ سال نوری است. سرعت فرار مواد از آن ۵/۳ میلیون کیلومتر در ساعت یا ۱۰۰۰ کیلومتر درثانیه و بیشتراز تمام سحابی‌های شناخته شده دیگر است.
یکی از نظریه‌ها در توجیه شکل ویژه آن  این است که ستاره اصلی مرکزی این سحابی دارای یک همدم در فاصله خیلی کم مثلاً خورشید تا زمین می‌باشد و اثرات گرانشی آن موجب به وجود آمدن این شکل ویژه شده‌است. براساس  نظریه دیگر، میدان قوی مغناطیسی ستاره مرکزی در حال مرگ موجب به وجود آمدن این شکل ویژه شده‌است.